# نصیرالدین همایون
میرزا نصیرالدین بیگ محمد (مارس ۱۵۰۸–۲۲ فوریه ۱۵۵۶ م)، که با نام سلطنتی‌اش همایون شناخته می‌شود، دومین پادشاه امپراتوری مغولی هند یا گورکانیان بود که از سال ۱۵۳۰ تا ۱۵۴۰ و بار دوم از سال ۱۵۵۵–۱۵۵۶ بر قلمرویی که امروزه بخش‌هایی از افغانستان، پاکستان، هند و بنگلادش را شامل می‌شود، حکومت کرد. همایون اما پادشاهی خود را خیلی زود از دست داد و به دربار شاه تهماسب یکم صفوی پناه برد و با کمک صفویان دوباره قلمروی خود را، به علاوه مناطقی دیگر، بدست آورد. هنگام مرگش در سال ۱۵۵۶، امپراتوری گورکانی تقریباً یک میلیون کیلومتر مربع مساحت داشت.
وی فرزند مؤسس این سلسله ظهیرالدین محمد بابر (۱۴۸۳ – ۱۵۳۰ م) و پدر بزرگ‌ترین امپراتور گورکانی جلال الدین محمد اکبر (۱۵۴۲–۱۶۰۵م) بود. او در دسامبر ۱۵۳۰، همایون جانشین پدرش شد و به عنوان پادشاه سرزمین‌های مغول در شبه قاره هند به تخت نشست. همایون هنگامی که به سلطنت رسید ۲۲ سال سن داشت و حاکمی بی تجربه و خام بود. برادر ناتنی‌اش، کامران میرزا کابل و قندهار، شمالی‌ترین بخش‌های امپراتوری پدرش، را به ارث برد. کامران رقیب تلخ همایون تبدیل شده بود.
همایون تاج و تخت مغول را در سال ۱۵۴۰ به شیرشاه سوری باخت، اما ۱۵ سال بعد به کمک صفویان آن را پس گرفت. بازگشت همایون از ایران همراه با گروهی از نجبای بزرگ ایرانی بود و نشانگر تغییرات مهمی در دربار گورکانی بود. خاستگاه آسیای میانه‌ای این سلسله تا حد زیادی تحت تأثیر هنر، معماری، زبان و ادبیات فارسی قرار گرفت. تعداد زیادی سنگ نگاره و هزاران نسخه خطی به زبان فارسی در هند از دوران سلطنت همایون، وجود دارد.
متعاقباً، همایون در دوره بسیار کوتاه حکومت دومش وسعت امپراتوری گورکانی را گسترش داد و میراث قابل توجهی برای پسرش، اکبر، باقی گذاشت.

## زمینه
تصمیم بابر برای تقسیم امپراتوری خود میان دو پسرش در تاریخ هند بی‌سابقه و غیرمعمول بود، اگرچه این کار از زمان چنگیزخان در آسیای مرکزی معمول بود. تیموریان نیز برخلاف بیشتر نظام‌های سلطنتی که تمام قلمروی خود را به ولیعهد واگذار می‌کردند، از سرمشق چنگیز پیروی کردند و تمام پادشاهی را به پسر ارشد واگذار نکردند. اگرچه بر اساس آن سیستم فقط یک بورجیگین می‌توانست ادعای حاکمیت و اقتدار خان را بکند اما هر مرد بورجیگین در یک زیرشاخه معین از حق مساوی برای رسیدن به تاج و تخت برخوردار بود (اگر چه تیموریان از طرف پدری بورجیگین نبودند). در حالی که امپراتوری چنگیز خان پس از مرگش به‌طور مسالمت آمیزی بین پسرانش تقسیم شده بود، بعد از آن زمان تقریباً هر جانشینی یک بورجیگین منجر به برادرکشی شده‌است.
تیمور خود سرزمین‌های خود را بین پیرمحمد، میرانشاه، خلیل سلطان و شاهرخ تقسیم کرده بود که منجر به جنگ داخلی شد.
به محض مرگ بابر، مناطق تحت حکومت همایون از کمترین امنیت برخوردار بود. او فقط چهار سال حکومت کرده بود و همه امرا به همایون به عنوان یک حاکم مشروع نگاه نمی‌کردند. در واقع، پیش از این، هنگامی که بابر در بستر بیماری بود، برخی از اشراف سعی کردند برادر همسرش، مهدی خواجه، را به عنوان حاکم منصوب کنند. اگرچه این تلاش ناموفق بود، اما این نشانه مشکلات پیش رو بود.

## اوایل سلطنت

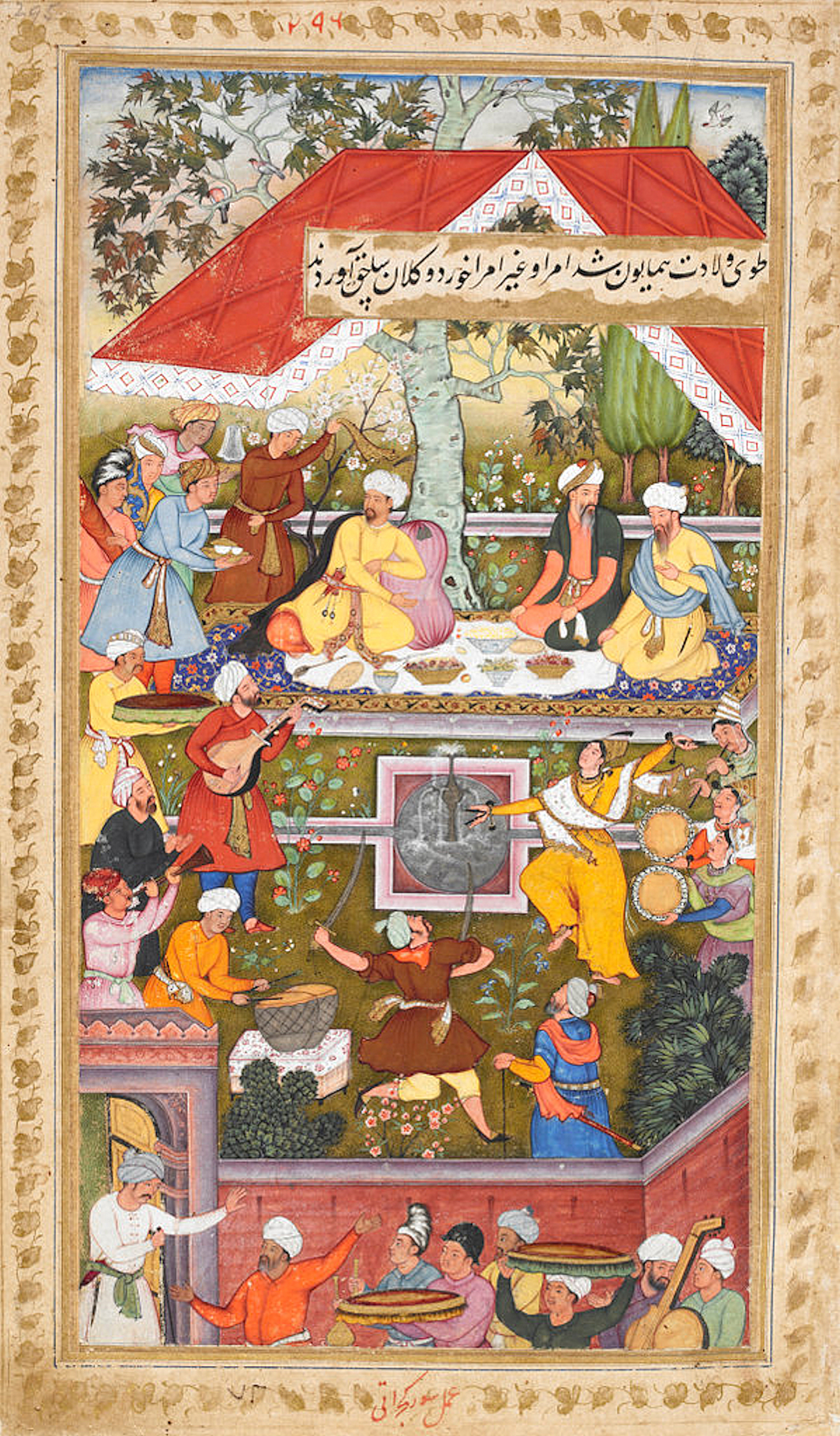
بابر تولد فرزندش همایون را در چهارباغ کابل چشن می‌گیرد.

وقتی همایون به سلطنت امپراتوری گورکانی رسید، چند نفر از برادرانش علیه او قیام کردند. برادر دیگر خلیل میرزا (۱۵۰۹–۱۵۳۰) از همایون حمایت کرد اما ترور شد. امپراتور در سال ۱۵۳۸ ساخت مقبره ای را برای برادرش آغاز کرد، اما وقتی همایون مجبور به فرار به ایران شد این سازه هنوز به پایان نرسیده بود. شیر شاه سازه را خراب کرد و پس از مرمت مجدد توسط همایون دیگر کار روی آن انجام نشد.
همایون دو رقیب بزرگ برای سرزمین‌های خود داشت: سلطان بهادر گجراتی در جنوب غربی و شیر شاه سوری (شیر خان) که در امتداد رود گنگ در بیهار در شرق مستقر شده بود. اولین کارزار همایون مقابله با شیر شاه سوری بود. در نیمه راه این حمله همایون مجبور شد آن را رها کند و به گجرات تمرکز کند، جایی که باید با تهدید احمدشاه روبرو می‌شد. همایون پیروز شد و گجرات، مالوا، شامپانر و قلعه بزرگ ماندو را ضمیمه کرد.
در طی پنج سال اول سلطنت همایون، سلطان بهادر و شیرخان حکومت خود را گسترش و تقویت کردند، اگرچه سلطان بهادر در شرق به دلیل درگیری‌های پراکنده با  پرتغالی با فشار روبرو بود. در حالی که مغول‌ها از طریق امپراتوری عثمانی اسلحه گرم به دست آورده بودند، گجرات بهادر آنها را از طریق مجموعه قراردادهایی که با پرتغالی‌ها منعقد کرده بود، بدست آورده بود و به پرتغالی‌ها اجازه می‌داد جایگاه استراتژیکی در شمال غربی هند ایجاد کنند.
در سال ۱۵۳۵ همایون مطلع شد که سلطان گجرات قصد دارد با کمک پرتغالی‌ها به مناطق مغول حمله کند. همایون لشکری را جمع کرد و به جنگ با بهادر رفت. در عرض یک ماه او قلعه‌های ماندو و شامپانر را تصرف کرد. با این حال، همایون به جای ادامه دادن فتوحات خود، لشکرکشی را متوقف کرد و حکومت خود را در قلمروهای تازه اش تثبیت کرد. در همین حال سلطان بهادر فرار کرد و به پرتغالی‌ها پناه برد. همایون مانند پدرش بابر، از مصرف‌کنندگان مکرر تریاک بود.

## شیر شاه سوری

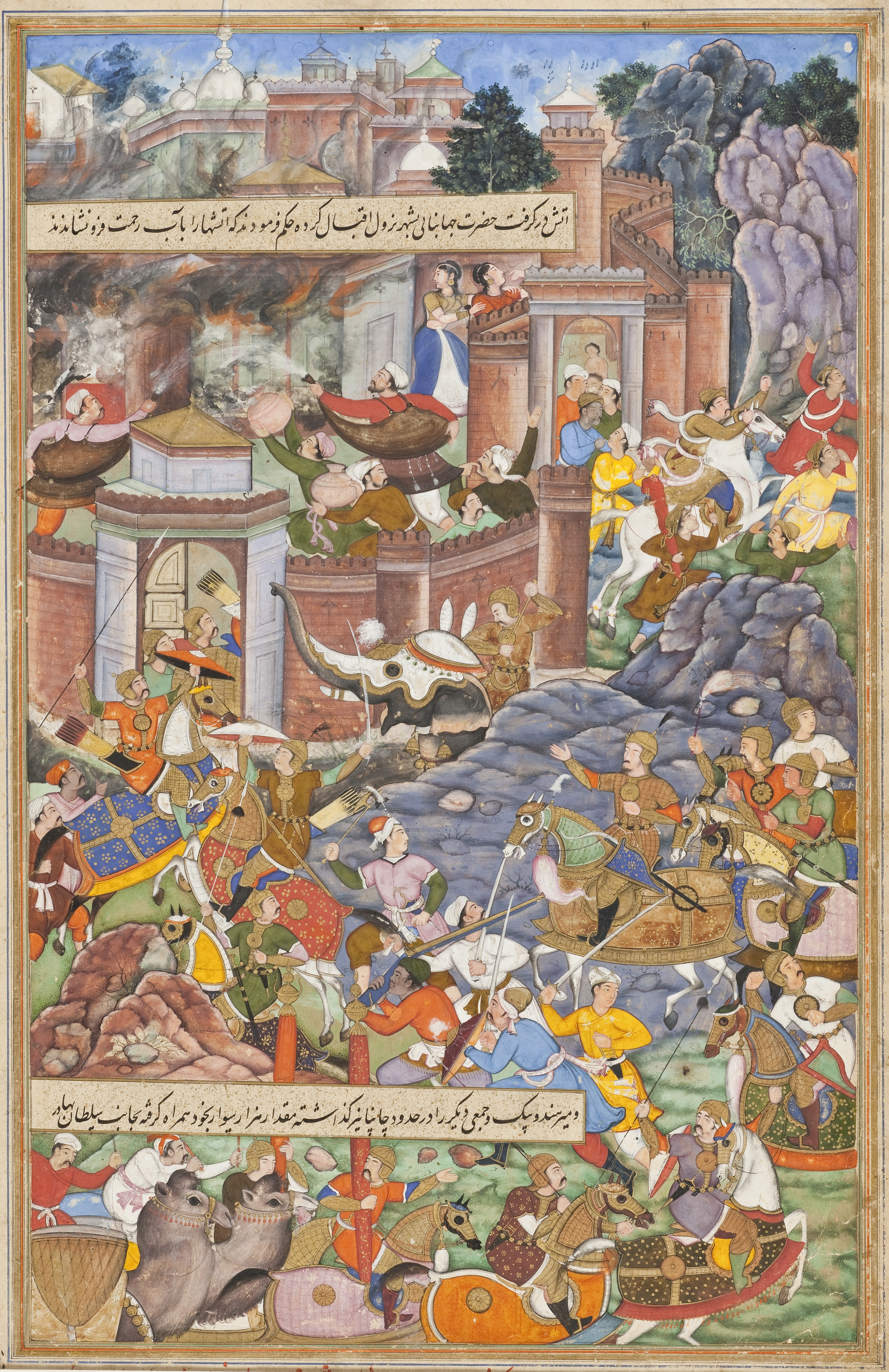
همایون، امپراتور مغول، با بهادر شاه گجراتی، سال ۱۵۳۵، نبرد می‌کند.

اندکی پس از حرکت همایون به سمت گجرات، شیر شاه سوری فرصتی را یافت تا کنترل آگرا را از دست مغولان خارج کند. او به امید محاصره سریع و قاطع پایتخت مغول شروع به جمع‌آوری ارتش خود کرد. با شنیدن این خبر نگران کننده، همایون به سرعت نیروهای خود را به آگرا برگرداند و به بهادر اجازه داد تا به راحتی مناطقی را که اخیراً همایون تصرف کرده بود، دوباره بدست آورد. با این حال، در فوریه ۱۵۳۷، بهادر در یک نقشه معیوب برای ربودن نایب السلطنه پرتغال که در یک درگیری با پرتغالی‌ها شکست خورد، کشته شد.

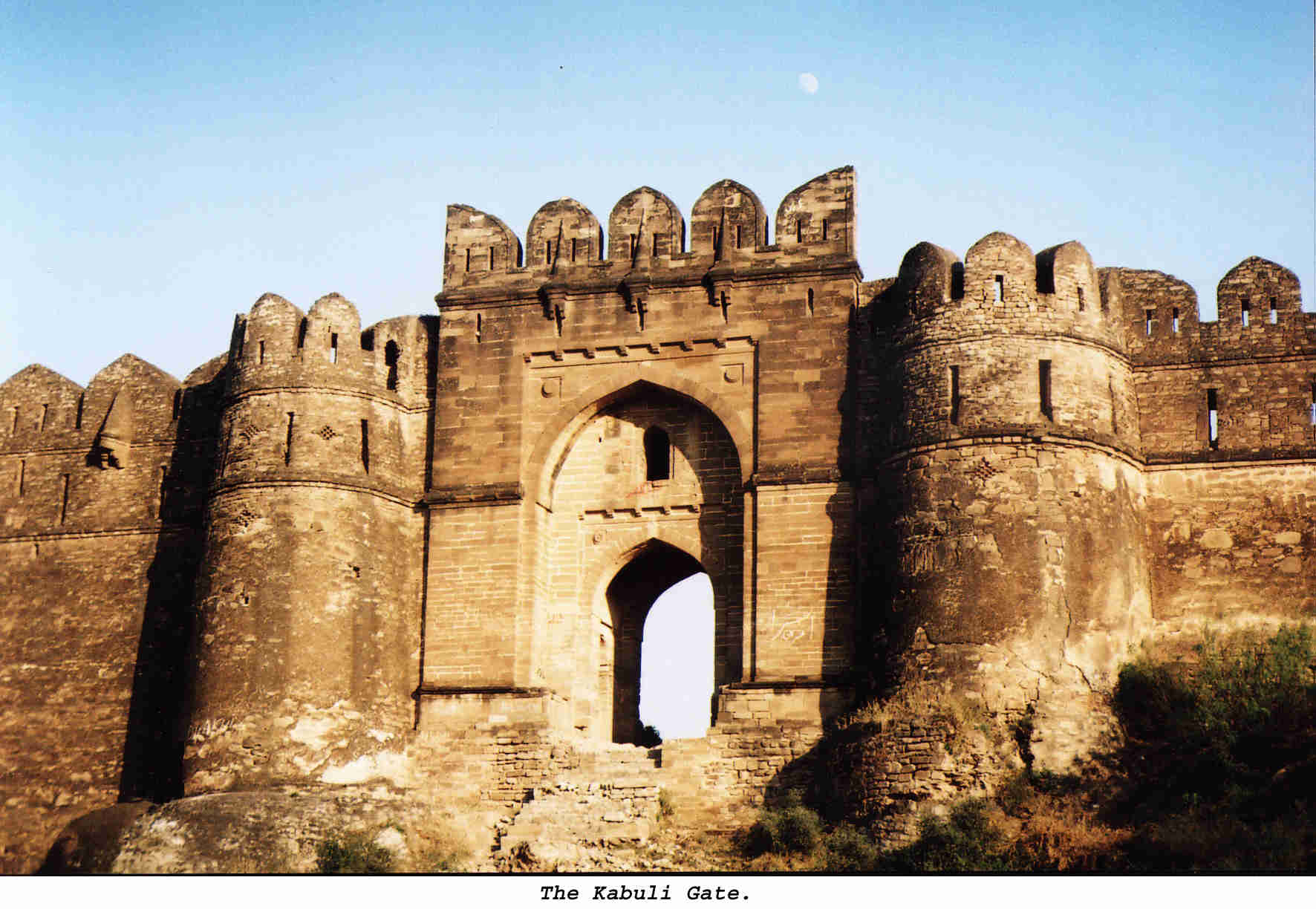
راجا تودار مال، متحد شیر شاه سوری، قلعه روتاس را برای بررسی فعالیت‌های همایون از ایران ساخته و همچنین قبایل مسلمان محلی را از پیوستن به امپراتور مدعی متوقف سازد.

در حالی که همایون موفق به محافظت از آگرا در برابر شیر شاه شده بود، دومین شهر امپراتوری، گائور پایتخت «ولایت بنگال» شد، غارت شد. سربازان همایون هنگام تلاش برای گرفتن چونار، قلعه ای که پسر شیر شاه اشغال کرده بود، کار را به تأخیر انداختند تا نیروهای خود را دربرابر حمله از عقب محافظت کنند. ذخیره غلات در گائوری، بزرگ‌ترین انبار در امپراتوری، تخلیه شد و همایون وقتی آنجا حاضر شد جاده‌های پر از اجساد را نظاره کرد. ثروت عظیم بنگال تخلیه شده و به شرق برده شده بود و به شاه یک خسارت جنگی قابل توجهی وارد کرد.
شیر شاه به شرق عقب نشست اما همایون او را تعقیب نکرد. در عوض خود را به مدت طولانی در حرمسرا حبس کرد و مشغول عیاشی و سرگرمی خود به تجملات شد. هندال، برادر ۱۹ ساله همایون، با کمک به برادرش و پشتیبانی از او موافقت کرد، اما موقعیت خود را در آگرا رها و عقب‌نشینی کرد و در آنجا خود را سلطان خواند. وقتی همایون بهلول، مفتی بزرگ تا او را قانع کند؛ اما کشته شد. هندل در مسجد جامع به نام خود خطبه خواند.
برادر دیگر همایون، هندل، ظاهراً برای کمک به همایون از مناطق خود در پنجاب بیرون آمد. با این حال، بازگشت وی به خانه انگیزه‌های خیانت آمیز داشت زیرا قصد داشت ادعایی را برای امپراتوری به ظاهر در حال فروپاشی همایون مطرح کند. وی واسطه ای برای معامله با هندال قرار داد به شرطی که برادرش در ازای دریافت سهمی در دولت جدید، که کامران پس از برکنار کردن همایون ایجاد می‌کرد، دست از تمام شورش‌ها و خیانت‌ها بکشد.
در ژوئن ۱۵۳۹ شیر شاه در نبرد چاوسا در ساحل گنگ، در نزدیکی بوکسار، با همایون ملاقات کرد. این نبرد به یک جنگ سنگری تبدیل شده بود که در آن هر دو طرف زمان زیادی صرف کندن سنگرها و موقعیت‌ها کرده بودند. قسمت عمده ارتش مغول، مانند توپخانه، اکنون بی حرکت بود و همایون تصمیم گرفت با استفاده از محمد عزیز به عنوان سفیر، در مذاکرات شرکت کند. همایون موافقت کرد که اجازه دهد شیر شاه بر بنگال و بیهار حکمرانی کند، اما فقط به عنوان ولایات اعطا شده توسط و از حاکمیت کامل برخوردار نباشد. این دو فرمانروا همچنین برای نجات وجه خود معامله ای انجام دادند: سربازان همایون در حال حمله به افراد شیر شاه هستند که نیروهایش پس از آن با ترس ساختگی عقب‌نشینی می‌کنند. بدین ترتیب افتخار، ظاهراً، برآورده خواهد شد.

### در آگرا

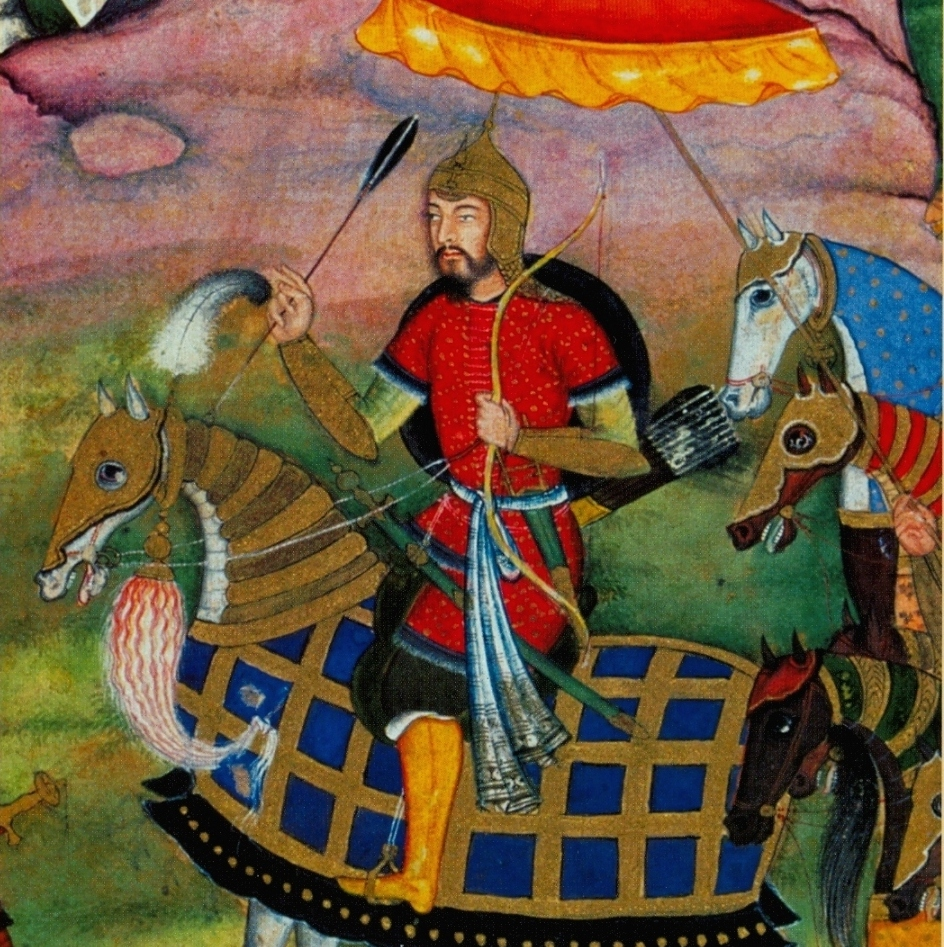
نگاره ای از همایون در کتاب بابرنامه

وقتی همایون به آگرا بازگشت، متوجه شد که هر سه برادرش در آنجا هستند. همایون بار دیگر نه تنها برادرانش را به دلیل توطئه علیه او عفو کرد، بلکه حتی هندل را نیز به دلیل خیانت آشکارش بخشید. شیر شاه سوری و نیروهایش بتدریج و کم‌کم به آگرا نزدیک می‌شد. این تهدید جدی برای کل خانواده بود، اما همایون و کامران درمورد چگونگی ادامه کار اختلاف داشتند. کامران پس از آنکه همایون از حمله سریع به دشمن در حال نزدیک شدن امتناع ورزید، عقب‌نشینی کرد و در عوض ساخت ارتش بزرگتری را به نام خود انتخاب کرد.
هنگامی که کامران به لاهور بازگشت، همایون، به همراه دیگر برادرانش عسکری و هندل، برای دیدار با شیرشاه در ۲۰۰ کیلومتری شرق آگرا در نبرد کانوج در ۱۷ مه ۱۵۴۰ حرکت کردند. همایون کاملاً شکست خورد. او به آگرا بازگشت و چون شیر شاه در تعقیب او بود، همایون از آنجا به دهلی و سپس به لاهور رفت. بنیانگذاری امپراتوری کوتاه مدت سوری توسط شیر شاه، به پایتختی دهلی، منجر به تبعید همایون به مدت ۱۵ سال در دربار شاه طهماسب اول، پادشاه صفوی شد.

### در لاهور
چهار برادر در لاهور متحد شدند، اما هر روز اطلاع می‌یافتند که شیر شاه نزدیکتر می‌شود. هنگامی که به سرهند رسید، همایون سفیری را فرستاد با این پیام که «من تمام هندوستان را برای تو گذاشته‌ام (یعنی سرزمین‌های شرق پنجاب، شامل بخش اعظم دره گنگ). لاهور را رها کن و بگذار که سرهند مرز بین من و تو باشد». شیر شاه، پاسخ داد: «من کابل را رها کردم. تو باید به آنجا بروی». امیر کابل، کامران میرزا، برادر همایون بود که بعید بود حاضر به تحویل هیچ‌یک از مناطق خود به برادرش باشد. در عوض، کامران به شیر شاه نزدیک شد و پیشنهاد داد که وی در عوض دادن بخشی بزرگی از پنجاب، علیه برادرش و به طرفداری از شیر شاه قیام کند. شیر شاه کمک او را رد کرد و معتقد بود که نیازی به این کار نیست، هرچند به زودی خبر این پیشنهاد خیانت آمیز به لاهور رسید و از همایون خواستند که کامران را فرا بخواند و او را بکشد. همایون با استناد به آخرین سخنان پدرش، بابر، از این کار سرباز زد: «علیه برادران خود کاری نکنید، هرچند که آنها شایسته آن هستند.»

### عقب‌نشینی بیشتر

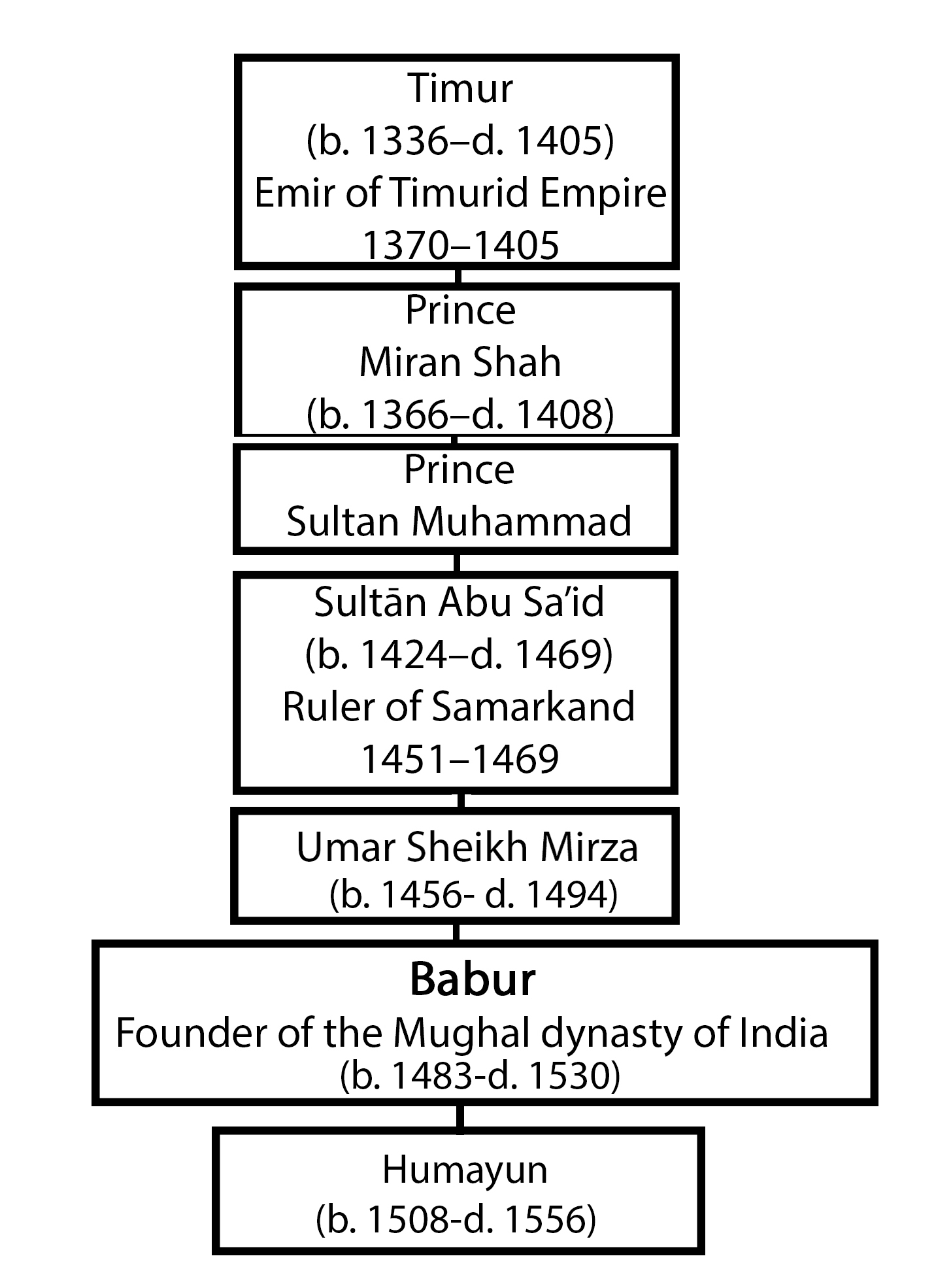
شجره نامه همایون که به تیمور می‌رسد

همایون تصمیم گرفت که به عقب‌نشینی ادامه دهد. وقتی حاکم هندو رائو مالدئو راثور با شیر شاه سوری علیه امپراتوری مغول متحد شد، او و ارتشش از بیابان ثار و اطرافش عبور کردند. در بسیاری از گزارش‌ها، همایون ذکر می‌کند که چگونه او و همسر باردارش در گرمترین وقت سال باید از صحرا عبور کنند. جیره آنها کم بود و غذای کمی داشتند. حتی نوشیدن آب یک مشکل اساسی در صحرا بود. هنگامی که اسب حمیده بانو مرد، هیچ‌کس به ملکه (که اکنون هشت‌ماهه باردار بود) اسبی را قرض نمی‌داد، بنابراین همایون اسب خود را قرض داد و در نتیجه شش کیلومتر (چهار مایل) سوار شتر شد، اگرچه خالد بیگ سپس به او پیشنهاد عبور از راه کوه را داد. همایون بعدها از این لحظه به عنوان پایین‌ترین نقطه زندگی خود یاد کرد. همایون خواست که برادرانش، هنگام بازگشت دوباره به سند، به او ملحق شوند. در حالی که هندل میرزا عصیانگر قبلی وفادار ماند و به او دستور داده شد که به برادرانش در قندهار بپیوندد. در عوض کامران میرزا و عسکری میرزا تصمیم گرفتند به سروسامان دادن به اوضاع کابل بپردازند. این یک شکاف نهایی در خانواده بود. همایون به سمت سند حرکت کرد زیرا انتظار داشت از امیر سند، حسین عمرانی، که خود او را منصوب کرده بود و بیعت خود را مدیون او بود، کمک دریافت کند. همچنین، همسرش حمیده از رفتن به سند استقبال می‌کرد. او دختر یک خانواده پیر معتبر (پیر یک پیشوای مذهبی اسلامی بود) پارسی الاصل بود که مدتها در سند اقامت داشتند. در مسیر رفتن به دربار امیر، همایون مجبور شد سفر را قطع کند زیرا همسر باردارش حمیده قادر به سفر بیشتر نبود. همایون به حاکم هندوی شهر واحه آمارکوت (بخشی از استان سند) پناه برد.
رانا پراساد رائو در آمارکوت از همایون در خانه اش استقبال کرد و چندین ماه آنها را پناه داد. در خانه این نجیب‌زاده هندو راجپوت بو که حمیده بانو، اکبر، امپراتور آینده را در ۱۵ اکتبر ۱۵۴۲ به دنیا آورد. تاریخ تولد کاملاً مشخص شده بود زیرا همایون با منجم خود مشورت و موقعیت سیارات را دقیق بررسی کرده بود. کودک وارثی بود که مدتها مورد انتظار همایون سی و چهار ساله و پاسخ بسیاری از دعاهایش بود. اندکی پس از تولد، همایون و مهمانی‌هایش آمرکوت را به مقصد سند ترک کردند و اکبر را که هنوز در کودکی آماده سفر طاقت فرسایی نبود، پشت سر گذاشتند. وی بعداً توسط عسکری میرزا به فرزندی پذیرفته شد.
برای تغییر، همایون در شخصیت مردی که به او امید بسته‌است فریب نخورد. امیرحسین عمرانی، حاکم سند، از حضور همایون استقبال کرد و به همایون وفادار بود همان‌طور که در برابر ارغون‌های شورشی از پدرش بابر حمایت کرد. همایون وقتی در سند بود، در کنار امیرحسین عمرانی، اسب و سلاح جمع کرد و اتحادهای جدیدی تشکیل داد که به بازپس‌گیری سرزمین‌های از دست رفته کمک کرد. سرانجام همایون توانست ده‌ها طایفه سندی و بلوچ را در کنار لشکر مغول خود جمع کرد و سپس به طرف قندهار و بعداً کابل لشکر کشید، هزاران نفر دیگر در کنار او جمع شدند زیرا همایون به‌طور مداوم خود را به عنوان وارث برحق تیموری اولین امپراتور مغول، بابر معرفی می‌کرد.

## عقب‌نشینی به کابل

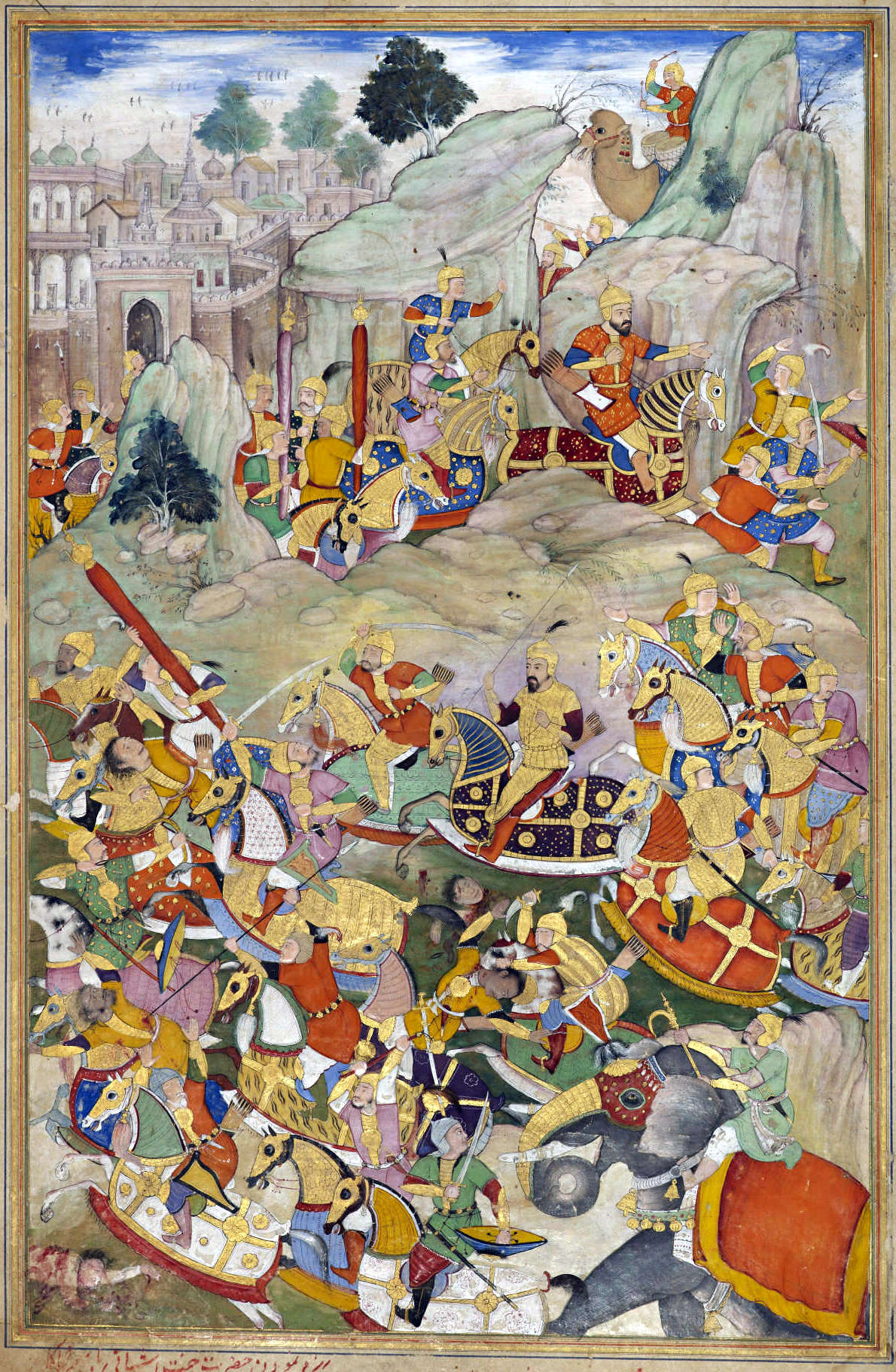
جنگ همایون و کامران میرزا در سال ۱۵۵۳.

پس از اینکه همایون از لشکرکشی‌هایش در ایالت سند فارغ شد، همراه با ۳۰۰ شتر (عمدتا وحشی) و ۲۰۰۰ بار غلات، پس از عبور از رود سند در ۱۱ ژوئیه ۱۵۴۳، با آرزوی بازیابی مجدد مغول و سرنگونی سلسله سوری، برای پیوستن به برادرانش در قندهار به راه افتاد. از جمله قبایلی که با همایون بیعت کرده بودند، لگاری، مگسی، ریند و بسیاری دیگر بودند.
در قلمرو کامران میرزا، هندل میرزا پس از امتناع از خواندن خطبه به نام کامران میرزا، در کابل در بازداشت خانگی قرار گرفت. همان موقع به برادر دیگر وی، عسکری میرزا، دستور داده شد که ارتش را جمع کند و به سمت همایون حرکت کند و او را اسیر کند. وقتی همایون خبر نزدیک شدن ارتش متخاصم را دریافت کرد، تصمیم گرفت که با آنها مقابله نکند و در عوض به جای دیگری پناه برد. اکبر در اردوگاه نزدیک قندهار پشت سر گذاشته شد، چون ماه دسامبر بود، و بیش از حد سرد و خطرناک بود تا کودک نوزاد ۱۴ ماهه را در راهپیمایی از طریق کوه‌های هندوکش شرکت دهد. عسکری میرزا اکبر را به داخل شهر برد و او را به همسران کامران و عسکری میرزا را برای تربیت او می‌دهد. نام همسر کامران میرزا، سلطان بیگم، در اکبرنامه به چشم می‌خورد.
بار دیگر همایون به طرف قندهار که تحت سلطه برادرش کامران میرزا بود، رو کرد، اما هیچ کمکی دریافت نکرد و مجبور شد به شاه ایران پناهنده شود.

## پناهندگی در ایران

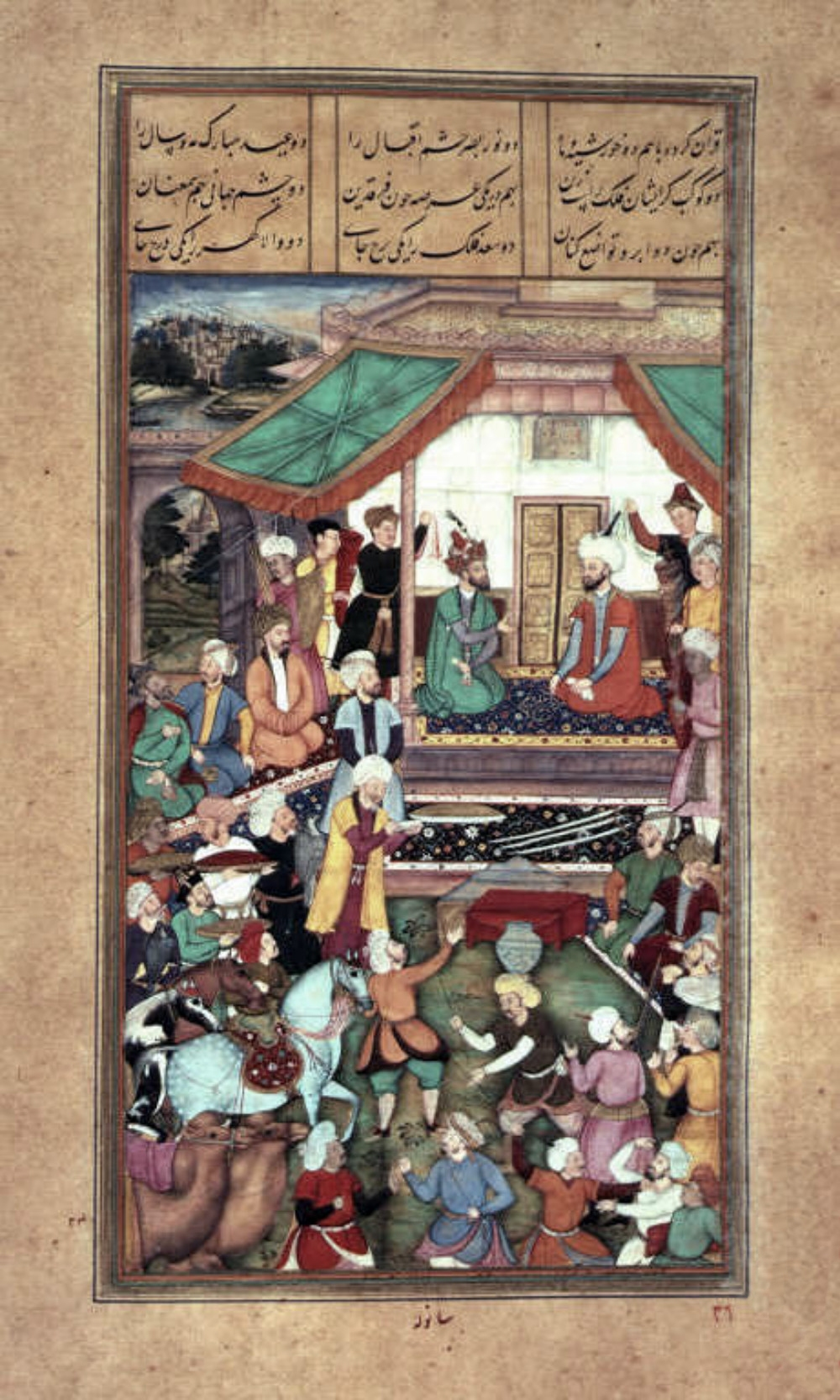
شاه طهماسب ۱۲ هزار سوار و ۳۰۰ کهنه سرباز از نگهبانان شخصی خود به همراه وسایل تهیه شده در اختیار همایون قرار داد تا وب بتواند سرزمین‌های از دست رفته خود را بازیابی کند.

همایون از قلمروی گورکانی، با ۴۰ مرد و همسرش بیگا بیگم و همراهانش با راهپیمایی طولانی از طریق کوه‌ها و دره‌ها، به ایران آمد و در دربار صفویان پناهنده شد. از جمله رنج‌هایی که آنها در طول راهپیمایی کشیدند این بود که مجبور بودند با گوشت اسب جوشیده شده در کلاه خود سربازان، زندگی کنند. این سختی‌ها، تا رسیدن آنها به هرات، ادامه داشت. با این حال پس از ورود به هرات، دوباره توانستند طعم زندگی راحت را بچشند. هنگام ورود به شهر، از سوی محافظان سلطنتی مورد استقبال قرار گرفتند و از آنها با غذاها و لباس مجلل پذیرایی شد. به آنها اقامتگاه‌های خوبی داده شد و جاده‌ها قبل از ورود آنها تمیز و پاکیزه شده بودند. شاه طهماسب، برخلاف خانواده خود همایون، از وی و همراهانش استقبال کرد، و با او به عنوان یک مهمان سلطنتی رفتار کرد. در هرات همایون به گشت و گذار پرداخت و از دیدن آثار هنری و معماری ایرانی شگفت زده شد: بیشتر اینها، کارهای سلطان تیموری حسین بایقرا و مادربزرگش، شاهزاده خانم گوهرشاد آغا، بود؛ بنابراین او توانست شاهکارهای نیاکان و خاندان خود را از نزدیک ببیند و آنها را تحسین کند.
وی با کار مینیاتوریستهای ایرانی آشنا شد و کمال الدین بهزاد با دو دانش آموز خود را به دیدار همایون رفت. همایون از کار آنها شگفت زده شد و از آنها پرسید که اگر توانست حاکمیت هندوستان را بدست آورد آیا برای او کار می‌کنند: آنها موافقت کردند. با این همه، همایون حتی تا ژوئیه، حدود شش ماه پس از ورود وی به ایران، با شاه ملاقات نکرد. پس از طی مسیری طولانی از هرات، این دو در قزوین دیدار کردند و در آنجا جشن و مهمانی بزرگی برای این مراسم برگزار شد. دیدار این دو پادشاه در یک نقاشی دیواری معروف در چهل ستون در اصفهان به تصویر کشیده شده‌است.
شاه اصرار کرد که همایون مذهب خود را از سنی به شیعه تغییر دهد و سرانجام همایون پذیرفت تا خود و چند صد همراهش را زنده نگه دارد. اگرچه آنها در ابتدا با تغییر مذهب مخالف بودند، اما آنها می‌دانستند که با این پذیرش ظاهری تشیع، شاه طهماسب در نهایت آماده می‌شود تا حمایت قابل توجه تری از همایون ارائه دهد."}}</ref> وقتی کامران میرزا، برادر همایون، پیشنهاد داد قندهار را در ازای همایون، مرده یا زنده، به ایرانیان واگذار کند، شاه طهماسب قبول نکرد. در عوض شاه جشنی برای همایون برپا کرد با ۳۰۰ خیمه، یک فرش شاهنشاهی ایرانی، ۱۲ گروه موسیقی و "انواع گوشت ها". در آن جشن شاه اعلام کرد که همه اینها، و ۱۲۰۰۰ سوار زبده از آن او برای هدایت حمله به برادرش کامران خواهند بود. تمام خواسته‌های شاه طهماسب این بود که اگر نیروهای همایون پیروز می‌شدند، قندهار از آن او شود.

## قندهار و پس از آن

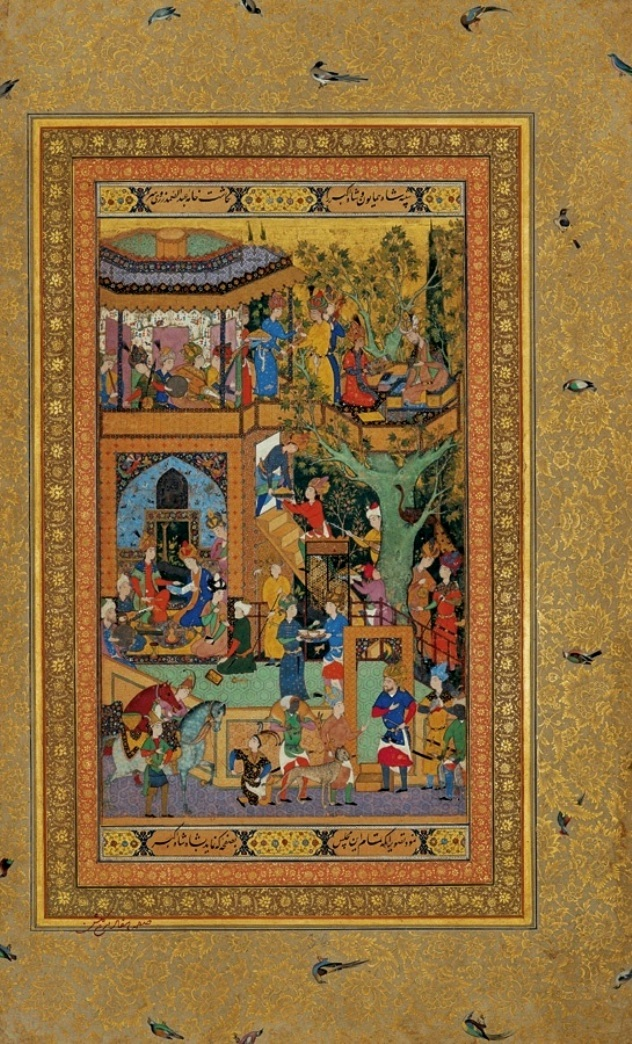
اکبر کودک یک نقاشی به پدرش همایون تقدیم می‌کند.

با این کمک ایرانیان صفوی، همایون قندهار را پس از دو هفته محاصره از عسکری میرزا گرفت. وی خاطرنشان کرد که اشرافی که به عسکری میرزا خدمت کرده‌اند به سرعت برای خدمت به او جمع شدند، «در حقیقت قسمت اعظم ساکنان جهان مانند گله گوسفند هستند، هر جا که یکی می‌رود دیگران نیز به دنبال او می‌روند». طبق توافق، قندهار را به شاه ایران داد که پسر کودک خود، مراد را به عنوان نایب السلطنه فرستاد. با این حال، نوزاد خیلی زود مرد و همایون خود را آنقدر قوی تصور کرد که قدرت را به دست بگیرد.
همایون اکنون آماده تصرف کابل بود که توسط برادرش کامران میرزا اداره می‌شد. در پایان، هیچ محاصره واقعی انجام نشد. کامران میرزا به عنوان یک رهبر مورد تنفر بود و هنگامی که ارتش پارس همایون به شهر نزدیک شد صدها نفر از نیروهای کامران میرزا تغییر جبهه دادند، و برای پیوستن به همایون جمع شدند و صفوف او را متلاشی کردند. کامران میرزا فرار کرد و شروع به ساختن ارتش در خارج از شهر کرد. در نوامبر ۱۵۴۵، حمیده و همایون به پسرشان، اکبر، پیوستند و جشن بزرگی برگزار کردند. آنها همچنین به احترام کودک هنگام ختنه، جشن دیگری بزرگتر برگزار کردند.

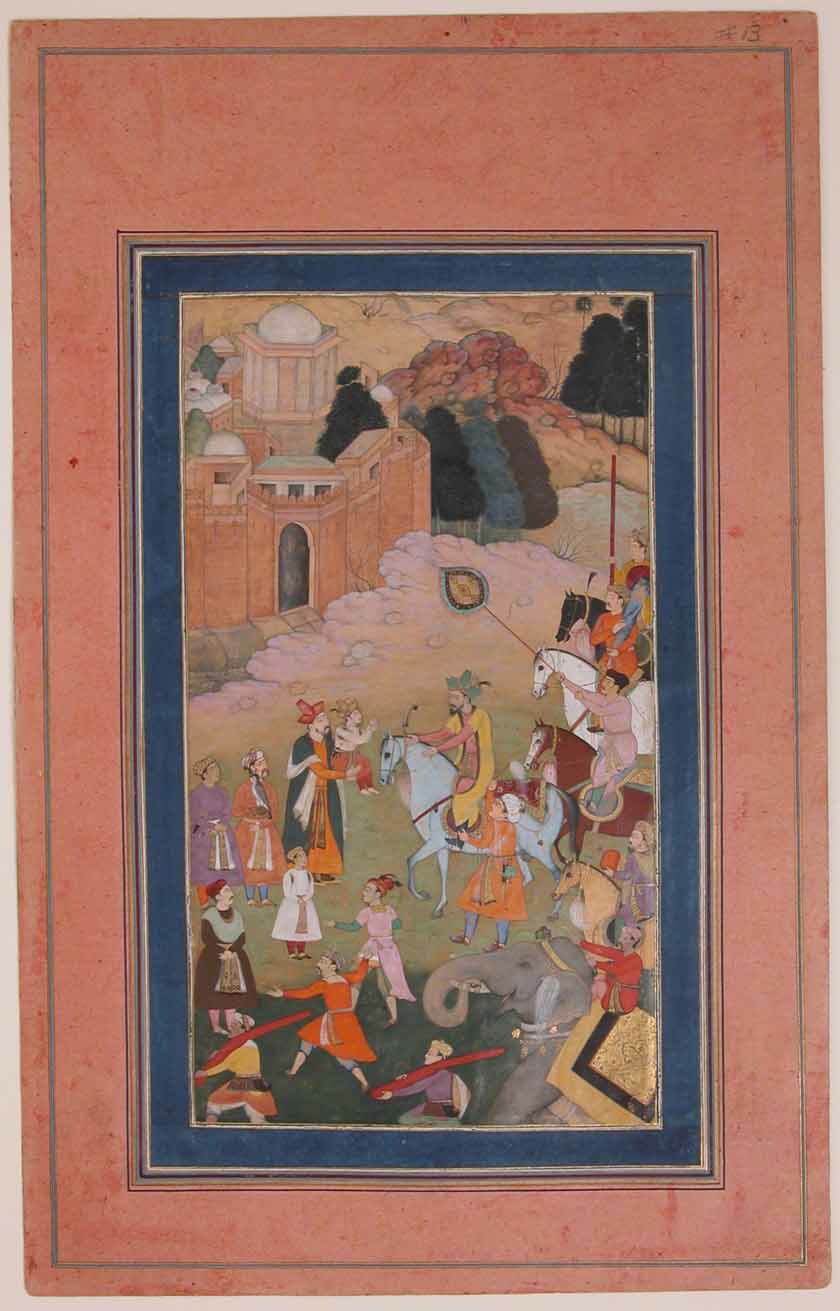
اکبر به همایون ملحق می‌شود.

با این حال، در حالی که همایون ارتش بزرگتری نسبت به برادرش داشت و از قدرت بالاتری برخوردار بود، در دو نوبت رهبری ضعیف نظامی وی به کامران میرزا اجازه داد تا کابل و قندهار را پس بگیرد و همایون را مجبور به انجام مبارزات بعدی برای بازپس‌گیری آنها کند. او ممکن است به واسطه شهرتش به خاطر نرمش در قبال نیروهایی که از شهرها علیه او دفاع کرده بودند، در مخالفت با کامران میرزا، که دوران کوتاه او با بیرحمی علیه ساکنان آن شهر که تصور می‌کرد، به برادرش کمک کرده بودند، موفق شده باشد.
برادر کوچک او، هندل میرزا، که قبلاً بی وفاترین برادرش بود، در جنگ برای حمایت از برادرش درگذشت. برادرش عسکری میرزا به دستور اشراف و دستیارانش زنجیر بسته شد. به او اجازه دادند به حج برود و در راه نزدیک دمشق، درگذشت.
برادر دیگر همایون، کامران میرزا، بارها به دنبال کشتن همایون بود. در سال ۱۵۵۲ کامران میرزا تلاش کرد با اسلام شاه سوری، جانشین شیر شاه، پیمان ببندد، اما توسط یک گاخار دستگیر شد. گاخارها یکی از اقلیتهای گروه‌های قبیله ای بودند که به‌طور مداوم به سوگند خود به مغول وفادار مانده بودند. سلطان گاخارها کامران میرزا را به همایون تحویل داد. همایون متمایل به بخشیدن برادرش بود. با این حال به او هشدار داده شد که اجازه دادن اعمال خائنانه مکرر کامران میرزا بدون مجازات باقی بماند، می‌تواند شورشی را در میان طرفداران خود ایجاد کند؛ بنابراین، همایون به جای کشتن برادرش، کامران میرزا را کور کرد که هر گونه ادعای سلطنت توسط وی پایان می‌یابد. همایون کامران میرزا را به سفر حج فرستاد، زیرا امیدوار بود که ببیند برادرش از این طریق از جرایم خود معاف است. با این حال کامران میرزا در نزدیکی مکه در شبه جزیره عربستان در سال ۱۵۵۷ درگذشت.

## بازسازی دولت گورکانی

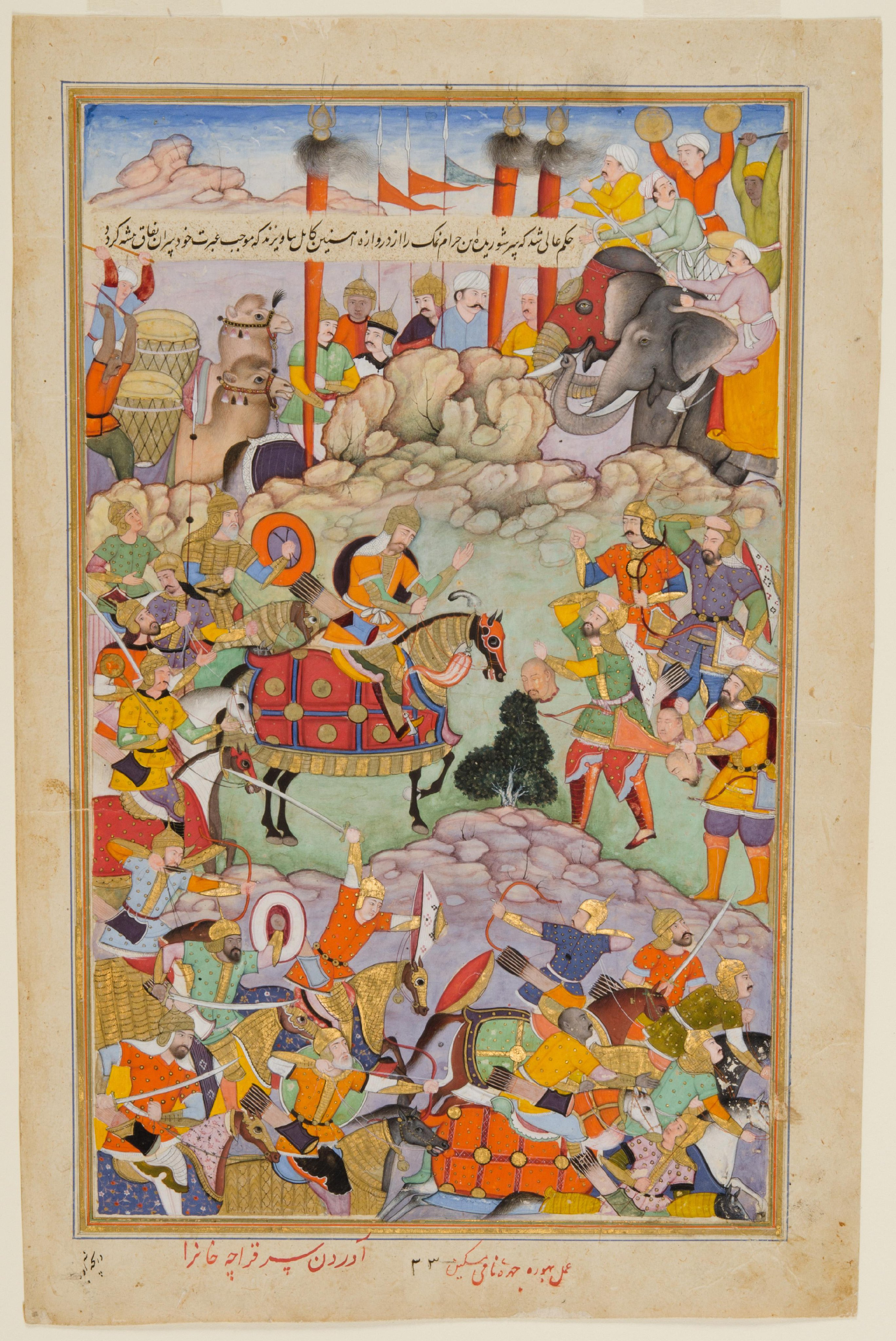
همایون سر رقیب خود را می‌بیند.

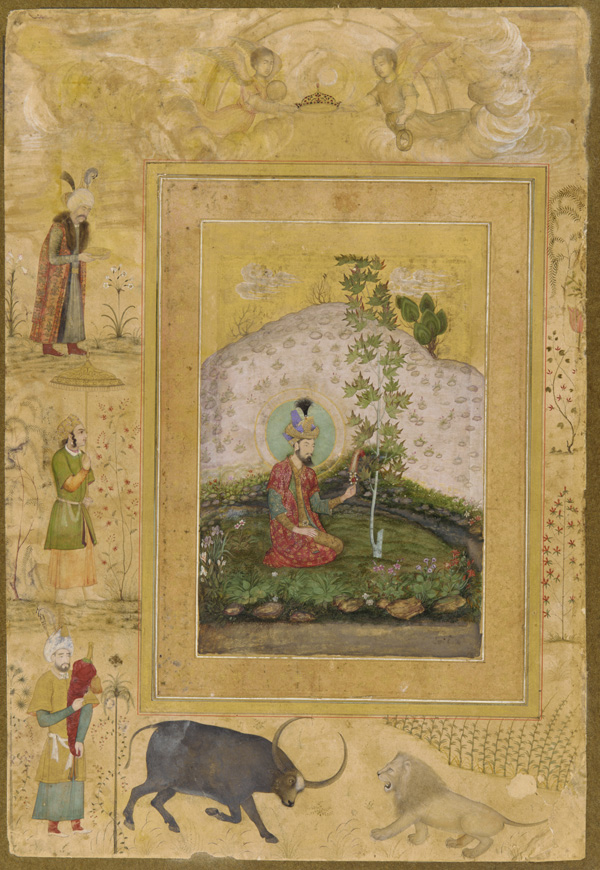
نقاشی مربوط به عصر شاه جهان که همایون را در باغ سلطنتی نشان می‌دهد.

شیر شاه سوری در سال ۱۵۴۵ درگذشت. پسر و جانشین وی اسلام شاه نیز در سال ۱۵۵۴ درگذشت. این دو مرگ سلسله سوری را متلاشی و از هم پاشاند. سه رقیب برای سلطنت هند به دهلی لشکر کشیدند، در حالی که در بسیاری از شهرها رؤسای شهر سعی کردند ادعای استقلال را مطرح کنند. این فرصتی مناسب برای مغولها بود که به هند برگردند.
امپراتور مغول همایون ارتش عظیمی را که شامل قبایل بلوچ لگاری، مگسی و ریند بود، را جمع کرد و و اقدام به تصاحب مجدد تاج و تخت در دهلی کرد. همایون ارتش را تحت رهبری بایرام خان قرار داد، اقدامی خردمندانه با توجه به سابقه عدم کفایت نظامی همایون، و معلوم شد که این پیش‌بینی درستی بود زیرا بایرام خود را به عنوان یک فرمانده متخصص بزرگ ثابت کرد. در نبرد سرهند در ۲۲ ژوئن ۱۵۵۵، ارتش‌های سکندر شاه سوری قاطعانه شکست خورد و امپراتوری مغول در هند دوباره برقرار شد.
بایرام خان تقریباً بدون مخالفت ارتش را از طریق پنجاب هدایت کرد. قلعه روتاس که در سال ۱۵۴۱–۱۵۴۳ توسط شیر شاه سوری برای درهم شکستن گاخارهای وفادار به همایون ساخته شده بود، بدون کوچک‌ترین مقاومتی تسلیم شد. ضخامت دیواره‌های قلعه روتاس تا ۱۲٫۵ متر و ارتفاع آنها ۱۸٫۲۸ متر است. طول آنها ۴ کیلومتر است و دارای ۶۸ سنگر نیم دایره ای است. گمان می‌رود دروازه‌های ماسه سنگی آن، به دلیل هم عظیم و هم مجلل بودن، تأثیر عمیقی بر معماری نظامی مغول گذاشته‌اند.
تنها نبرد مهم سپاه همایون در برابر سکندر شاه سوری در سرهیند بود، جایی که بایرام خان از تاکتیکی استفاده کرد که به موجب آن دشمن خود را در نبرد علنی درگیر کرد، اما پس از ترس آشکار سریع عقب‌نشینی کردند. وقتی دشمن به دنبال آنها آمد، از مواضع دفاعی مستقر غافلگیر شدند و به راحتی نابود شدند.
پس از نبرد سرهند، بیشتر شهرها و روستاها انتخاب کردند که از ارتش مهاجم استقبال کنند، چرا که راه خود را به پایتخت باز کرده‌است. در ۲۳ ژوئیه ۱۵۵۵، همایون بار دیگر به تخت سلطان بابر در دهلی نشست.
اکنون که تمام برادران همایون مرده بودند، هیچ ترس از این وجود نداشت که شخص دیگری در طول مبارزات نظامی خود تاج و تخت او را غصب کند. او همچنین اکنون یک رهبر محکم بود و می‌توانست به ژنرال‌های خود اعتماد کند. با این قدرت تازه پیدا شده، همایون یک سری لشکرکشی‌های نظامی را آغاز کرد که هدف آن گسترش سلطنت خود بر مناطق شرقی و غربی شبه قاره هند بود. به نظر می‌رسد اقامت وی در غربت از اعتماد او به طالع بینی کاسته و رهبری نظامی وی به تقلید از روشهای مؤثری که در ایران مشاهده کرده بود، انجام گرفت.

## خانواده

### والدین
- پدر: بابر
  - پدربزرگ: عمرشیخ میرزای دوم
    - پدر پدربزرگ: ابوسعید گورکان
      - پدربزرگ پدربزرگ: محمد میرزا
      - مادربزرگ پدربزرگ: شاه اسلام آغا

    - مادر پدربزرگ: شاه سلطان بیگم
- مادر: ماهم بیگم

### همسران و فرزندان

#### همسران
همایون دارای هفت همسر بود:
- حمیده بانو بیگم
- ماه چوچک بیگم
- خانیش آغاچا
- چاند بیگم
- گون‌ور بی‌بی
- مِوا جان
- چند بی‌بی
- شاد بی‌بی

#### فرزندان
همایون یازده فرزند داشت:

##### پسران
همایون پنج پسر داشت:
- الأمان میرزا
- اکبر کبیر
- میرزا محمد حکیم
- ابراهیم سلطان میرزا
- فرخ‌فال میرزا

##### دختران
وی شش دختر نیز داشت:
- نگار بیگم
- عقیقه سلطان بیگم
- بخشی بانو بیگم
- مهرالنساء بیگم
- بخت‌النساء بیگم
- سکینه بانو بیگم
- آمینه بانو بیگم

## فرمانروایی

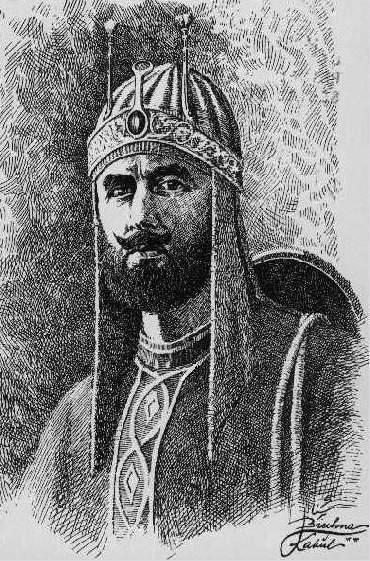
شیر شاه سوری، بنیانگذار امپراتوری سور در شمال هند در قرن شانزدهم

همایون از سال ۱۵۳۰ تا ۱۵۴۰ بر بخش وسیعی شامل افغانستان و پاکستان امروزی و شمال هند سلطنت کرد اما پس از آن به مدت پانزده سال این حکمرانی توسط سلطان افغان شیرشاه سوری (۱۴۸۶ – ۱۵۴۵) دچار وقفه شد.
رقابت میان همایون و برادرش کامران میرزا، سبب شد تا همایون ضعیف شود و طولی نکشید که شیرشاه و بهادرشاه آماده حمله به همایون شدند. لشکر همایون و شیرشاه در سال ۹۴۵ قمری/۱۵۳۹ میلادی در «بگزار» درگیر گشتند. همایون با لشکر ضعیف خود، ترسیده بود و نمی‌خواست وارد جنگ شود و ترجیح داد که با شیرشاه از در صلح وارد شود و حکومت بیهار و بنگال را واگذار کند که یک‌باره افغان‌ها از پشت بر سر لشکر همایون ریختند. گورکانی‌ها چون غافل‌گیر شده بودند، بنای فرار گذاشتند. خیلی از لشکریان سپاه هند یا همایون در رودخانه گنجیز غرق شدند، ولی همایون توانست جان سالم ببرد و شیرشاه به منزله یک قهرمان افغانی به‌شمار آمد.
همایون دوباره آماده جنگ گشت و در سال ۹۴۷ قمری/۱۵۴۰ میلادی در «قنوج» با سپاه شیرشاه درگیر شد و دوباره شکست خورد و برای نجات جان خویش، مجبور گردید تا تاج‌وتخت را به حریف فاتح خود واگذار نماید؛ ولی چون برادرش کامران او را به قلمرو خویش پناه نمی‌داد، به طرف سند گریخت و پس از آن راهی ایران گشت. او مدتی را در ایران سپری کرد و به دربار شاه تهماسب اول (۳ مارس ۱۵۱۴–۱۵۷۶) پناهنده شد.
شاه همایون در ۹۵۱ق با شاه تهماسب دیدار کرد، که در هنر و ادبیات فارسی شواهدی دارد. نگاره کاخ چهل ستون از این مجلس است؛ و محتشم کاشانی در یک قطعه شعر به آن اشاره می‌کند: تاریخ آن قران طلبیدم ز عقل گفت/بوسیدم کام‌جوی جهان شاه را رکاب؛ که به حروف ابجد می‌شود ۹۵۱ق.
پس از پانزده سال به کمک شاه تهماسب تاج و تخت خود را باز پس گرفت و دوباره از سال ۱۵۵۵ تا ۱۵۵۶ حکومت کرد.
همایون در سال ۱۵۵۶ پس از چند ماه بازگشت از تبعید و پناهندگی طولانی به دربار صفوی به‌طور ناگهانی و بر اثر سقوط از پلکان کتابخانه خود در دهلی درگذشت.

## حمایت از هنرمندان

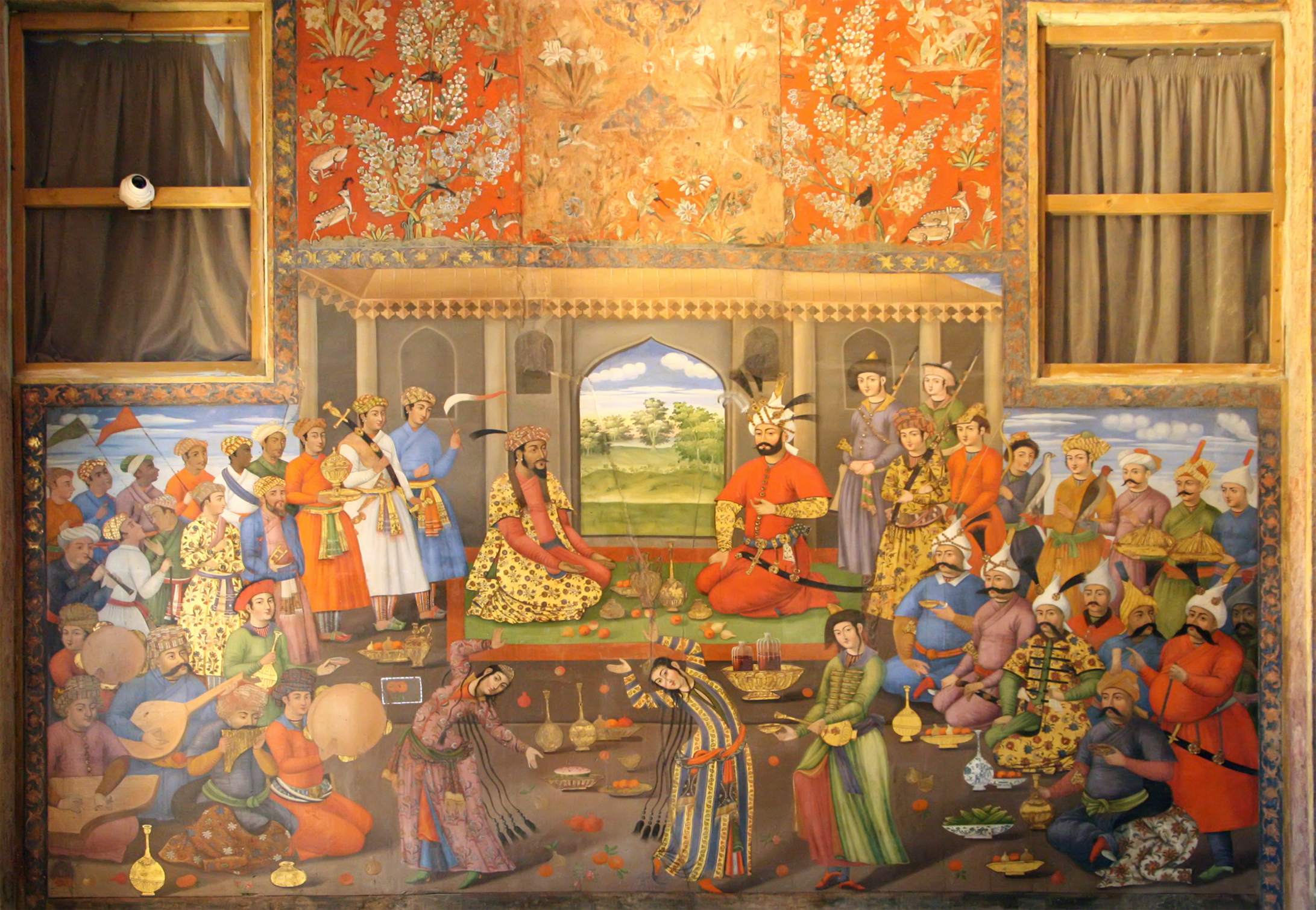
نگاره همایون در حضور شاه طهماسب صفوی بر دیوار کاخ چهل‌ستون

در آن زمان شهر تبریز مکتب پرآوازه‌ای داشت که به سرپرستی استاد کمال‌الدین بهزاد و جمعی دیگر از هنرمندان کانون طراز اول هنر دوران به‌شمار می‌رفت. در ملاقات پایانی و در دیدار خداحافظی که در شهر میانه صورت گرفت، همایون از پادشاه ایران درخواست کرد که به بعضی از هنرمندان رخصت داده شود، برای اشاعه هنر ایرانی و همکاری و آموزش به هنرمندان هندی به آن دیار عزیمت نمایند و در صورت امکان در این کار تسریع گشته و هنرمندان در معیت خود همایون به هندوستان بروند. شاه تهماسب از آنجایی که مأخوذ به حیا شده بود تقاضای همایون را پذیرفت و رخصت سفر هنرمندان صادر گردید اما به بعضی هنرمندان همچون میر سید علی و عبدالصمد مصور شیرازی، که بعدها ملقب به شیرین قلم شد، صراحتاً این اجازه داده نشد.
این هنرمندان که رسماً از طرف پادشاه هندی به آن دیار دعوت شده بودند و از علاقه و محبت زایدالوصف همایون مطلع بودند. بعدها در سال ۹۵۵ ه‍.ق بدون اجازه شاه، خود را با مرارت بسیار به قندهار رساندند تا به دربار همایون نزدیک‌تر باشند. با توجه به گرفتاری همایون در جنگ با دشمنانش، نخست هنرمندان موفق به دیدار همایون نشدند و در قندهار بلاتکلیف باقی‌ماندند تا در سال ۹۵۶ همایون فراغتی یافت و آنان را به کابل دعوت کرده و به حضور پذیرفت.
همایون در کابل مقدم هنرمندان ایرانی را گرامی داشت و دستور داد کارگاه‌های مجهز و کاملی در اختیار آنان قرار گیرد و ایشان را به سرپرستی هنرمندان هندی گمارد. به این ترتیب مکتب معروف هندی-ایرانی شکل گرفت و پس از پنج سال به داخل هند وارد گشت.
در هندوستان همایون کتابخانه‌ای در محوطه قلعه کهنه دهلی برپا نمود که استادان ایرانی با همکاری هنرمندان هندی به خلق آثار بدیع بپردازند. در دربار هند برخی هنرمندان همچون عبدالصمد مصور شیرین قلم همچون وزرا و شاهزادگان درباری در مجلس پادشاهی صاحب اعتبار بوده و حق مجالست و مصاحبت با پادشاه را داشته‌اند.
همایون اغلب از این کتابخانه بازدید می‌کرد و موجبات تشویق هنرمندان را فراهم می‌نمود. او به‌طور ناگهانی از پلکان همین کتابخانه سقوط کرد و درگذشت. پس از او پسرش اکبرشاه راهش را تداوم بخشید و به تعالی هنر و نقاشی ایرانی همت گمارد.
از این رو تعداد زیادی از هنرمندان نقاش، خوشنویس، تذهیب کار، صحاف و … همراه همایون به هندوستان مهاجرت کردند و بخشی از هنر و فرهنگ ایرانی در آن دیار شکل گرفت.

## آرامگاه همایون

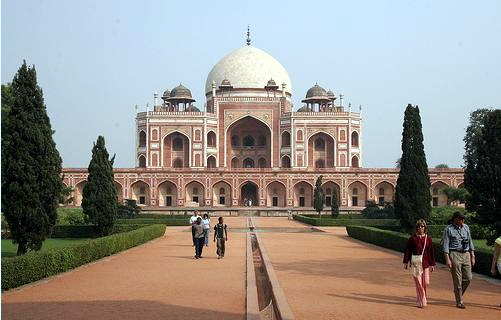
آرامگاه همایون اولین باغ ساخته شده به سبک ایرانی در شبه قاره در این آرامگاه ساخته شد

آرامگاه همایون با شکوه تمام در دهلی واقع است. این آرامگاه به دستور همسر وی حمیده بانو بیگم که در ایران با معماری ایرانی آشنا شده بود، طی هشت سال ساخته شد. ساخت این بنا یک سال پس از مرگ همایون آغاز و در سال ۱۵۶۵ پایان یافت. این مقبره با الهام از مقابر ایرانی و فضای چهار باغ یا باغ جنت ساخته شده که اولین باغ به این سبک در هندوستان به‌شمار می‌رود. معماران این باغ سید محمد بن میرک غیاث الدین و پدر وی میرک غیاث الدین بودند از هرات دهلی آورده شده بودند.